# Bošany
Bošany (em húngaro: Bossány) é um município da Eslováquia, situado no distrito de Partizánske, na região de Trenčín. Tem 14,39 km² de área e sua população em 2018 foi estimada em 4.117 habitantes.

## Demografia
| Ano:        | 1994 | 2004   | 2014   | 2024   |
| ----------- | ---- | ------ | ------ | ------ |
| Broj ljudi: | 4281 | 4298   | 4104   | 3989   |
| Razlika:    |      | +0,39% | -4,51% | -2,80% |

| Ano:               | 2023 | 2024   |
| ------------------ | ---- | ------ |
| Número de pessoas: | 3985 | 3989   |
| Diferença:         |      | +0,10% |